# Suovetaurilia

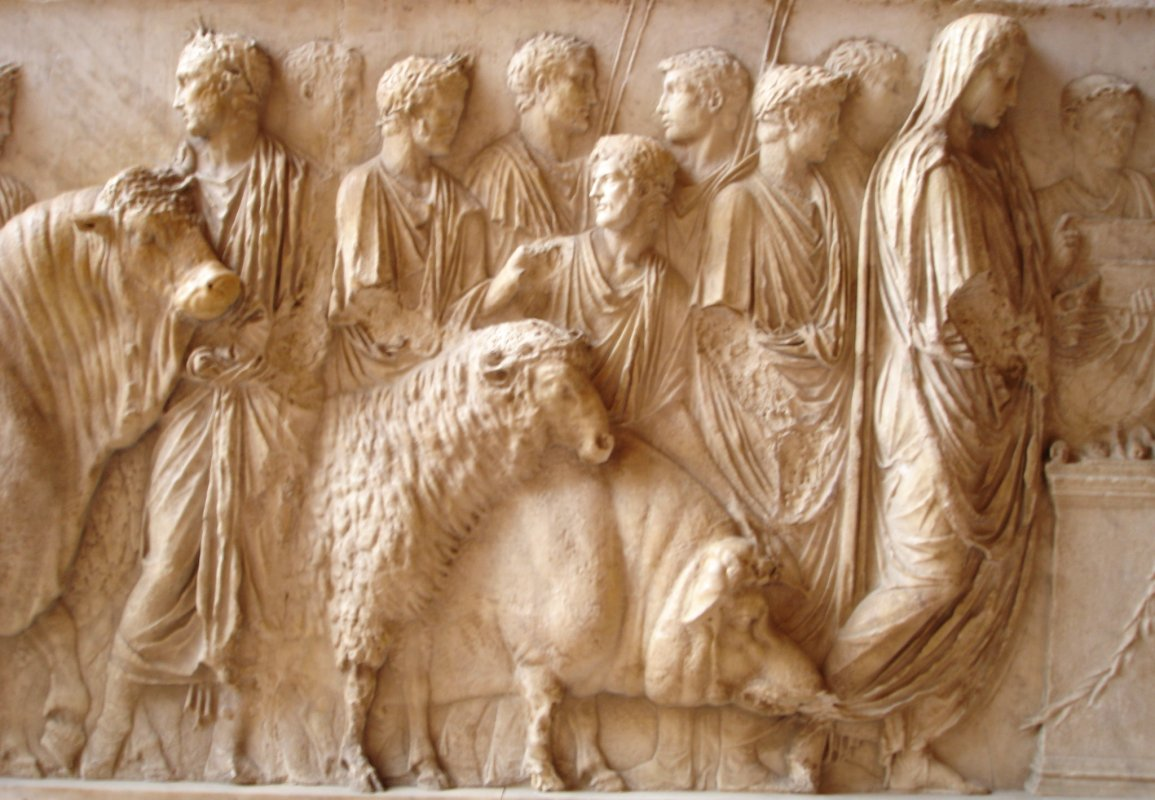
Suovetaurilia, Museo del Louvre.

En la Antigua Roma la suovetaurilia o suovitaurilia era un ritual en el que se sacrificaban tres animales machos, un cerdo (sus), un cordero (ovis) y un ternero (taurus) para ofrecérselos a Marte con el fin de bendecir y purificar la tierra (Lustratio).

## Etimología
La palabra latina suovetaurilia está compuesta por los formantes sus («porcino»), ovis («ovino») y taurus («toro»), porque el ritual consistía en la consagración de estos mismos animales a una divinidad, generalmente a Marte, pues siempre el toro era sacrificado en nombre de este dios, mientras que el cerdo se sacrificaba invocando a las deidades de tipo ctónico y el cordero al dios Jano.

## La ceremonia
El ritual de esta ceremonia nos ha llegado gracias a Catón el Viejo.
La primera etapa consistía en llevar los tres animales rodeando los límites de la tierra a bendecir, pronunciando las palabras siguientes:
Cum divis volentibus quodque bene eveniat, mando tibi, Mani, uti illace suovitaurilia fundum agrum terramque meam quota ex parte sive circumagi sive circumferenda censeas, uti cures lustrare.
«Te ordeno, Manio, pasear esta triste víctima alrededor de mi dominio y de mi tierra, bien en su totalidad, o solamente por la parte que creas que deba ser purificada, para que con la ayuda de los dioses el éxito corone mis empresas».
A continuación se efectuaba el sacrificio y se efectuaba la siguiente oración a Marte:
Mars pater, te precor quaesoque uti sies volens propitius mihi domo familiaeque nostrae, quoius re ergo agrum terram fundumque meum suovitaurilia circumagi iussi, uti tu morbos visos invisosque, viduertatem vastitudinemque, calamitates intemperiasque prohibessis defendas averruncesque; utique tu fruges, frumenta, vineta virgultaque grandire beneque evenire siris, pastores pecuaque salva servassis duisque bonam salutem valetudinemque mihi domo familiaeque nostrae; harumce rerum ergo, fundi terrae agrique mei lustrandi lustrique faciendi ergo, sicuti dixi, macte hisce suovitaurilibus lactentibus inmolandis esto; Mars pater, eiusdem rei ergo macte hisce suovitaurilibus lactentibus esto.
«Padre Marte, te suplico y te ruego que seas benevolente y propicio para mí, mi familia y nuestra casa; con esta intención he hecho pasear a tres víctimas alrededor de mi campo, mi tierra y mi heredad, para que tú apartes, alejes y desvíes las enfermedades visibles e invisibles, la esterilidad y la destrucción, las calamidades y las inclemencias del tiempo; que permitas que mis cosechas y mis trigos, mis viñas y mis plantaciones florezcan y lleguen a la sazón; que guardes a mis pastores y rebaños y que des salud y fortaleza a mí, a mi casa y a mi familia; con esta intención, para purificar y hacer un sacrificio expiatorio en favor de mi heredad, mi tierra y mi campo, como ya he dicho, dígnate aceptar la inmolación de estas tres víctimas lactantes; Padre Marte, con esta intención, dígnate aceptar la inmolación de estas tres tiernas víctimas».
Enseguida debía hacerse una ofrenda de pan, mientras se pronunciaban estas palabras:

Eiusque rei ergo macte suovitaurilibus inmolandis esto.
Con esta intención, siéntete satisfecho al aceptar el ofrecimiento de estas víctimas.

Si en respuesta al sacrificio los augurios no fueran favorables, el propietario del terreno debía repetir el sacrificio diciendo:

Mars pater, siquid tibi in illisce suovitaurilibus lactentibus neque satisfactum est, te hisce suovitaurilibus piaculo.
Padre Marte, si algo te ha disgustado en el sacrificio de estas víctimas lactantes, acepta como expiación estas otras tres.

Si sólo uno o dos de los augurios esperados tras los tres sacrificios no aparecieran, el propietario del terreno debía ofrecer otro cerdo diciendo:

Mars pater, quod tibi illoc porco neque satisfactum est, te hoc porco piaculo.
Padre Marte, puesto que no te satisfizo el ofrecimiento de aquel cerdo, hago expiación con este otro.

Catón lamentablemente no explica la naturaleza de los augurios esperados. Estos probablemente fueron determinados por el arte de los arúspices, el examen de las entrañas, y sobre todo de los hígados, de los animales sacrificados como signos de adivinación.

## Características

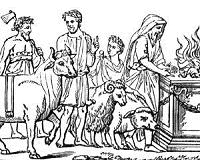
El grabado representa el sacrificio según un bajorrelieve romano; otras composiciones sobre el mismo asunto contienen un numeroso conjunto de músicos que acompañan a la procesión tocando sus instrumentos.

En la religión romana se realizaron suovetaurilias tanto públicas como privadas. Catón describe el ritual realizado para purificar, o lustrare, una granja.
Cada mayo se realizaba una suovetaurilia rural de carácter privado, en las Ambarvalias, unas fiestas en las que se «caminaba en torno a los campos». 
Se ofrecían suovetaurilias públicas en ciertas ceremonias oficiales, incluidas las fiestas agrícolas, la conclusión de un censo, y para expiar cualquier error accidentales en un ritual. Tradicionalmente, estas suovetaurilias públicas se realizaban cada cinco años, por eso este período se llama «lustro», ya que la purificación solicitada con una suovetaurilia era la Lustratio.
Si un templo había sido destruido, el emplazamiento del templo debía ser purificado por una suovetaurilia antes de que se pudiera reconstruir.
Cuando el Capitolio fue incendiado como resultado de una lucha por la sucesión imperial en el año 69, se realizó una suovetaurilia para reconsagrar el lugar.
También se ofrecían suovetaurilias para bendecir al ejército antes de una importante campaña militar.

## Ceremonias similares en otros pueblos
Otros pueblos indoeuropeos, desde Iberia hasta la India, practicaron ritos religiosos similares a las suovetaurilias romanas.
La inscripción del Cabeço das Fráguas (que se encuentra en Portugal) describe un triple sacrificio practicado por los lusitanos (una tribu indoeuropea con afinidades con los celtas o los pueblos itálicos), dedicando una oveja, un cerdo y un toro a sus dioses locales.
En la India, en el Sautramani se sacrificaban un carnero, un toro y una cabra a Indra Sutraman; en Irán se ofrecían a Anahita diez mil ovejas, un millar de ganado vacuno y un centenar de sementales.
Similar a los anteriores rituales es el griego trittoíai, el más antiguo de los conocidos que se describe en la Odisea y que está dedicado a Poseidón. 
En las Tablas Eugubinas se describe también un sacrificio ritual afín a los anteriormente citados. En otros grupos indoeuropeos sólo hay pruebas arqueológicas dispersas de la presencia de rituales relacionados.